# Gian Matteo Fagnini
Gian Matteo Fagnini (* 11. Oktober 1970 in Lecco) ist ein ehemaliger italienischer Radrennfahrer.
Als Amateur gewann Gian Matteo Fagnini 1991 die Rennen Coppa Cigogna und Florenz–Viareggio. 1993 entschied er das Straßenrennen bei den Mittelmeerspielen 1993 in Languedoc-Roussillon für sich.
1994 wurde Fagnini Profi. Achtmal startete er in den folgenden Jahren bei der Tour de France; viermal gab er auf, und viermal war er nicht unter den hundert Besten. Dreimal gab Fagnini in den 1990er Jahren bei der Tour gleichzeitig mit seinem damaligen Kapitän Mario Cipollini auf, für den er als Teil des „treno rosso“ den Sprint anzog; Als Mitglied des Teams Telekom leistete Fagnini ebensolche Dienste als Edel-Domestik für Erik Zabel. 2004 wechselte er zu Domina Vacanze und fuhr wieder mit Cipollini; in der letzten gemeinsamen Tour brach er sich auf der zweiten Etappe das Schlüsselbein und musste die Rundfahrt erneut frühzeitig abbrechen.
Fagnini selbst erzielte nur wenige eigene Siege. 1997 gewann er jeweils eine Etappe der Euskal Bizikleta und der Vuelta a Valencia. Beim Giro d’Italia 1998 siegte er auf zwei Etappen, gewann die Intergiro-Wertung und belegte in der abschließenden Punktewertung Rang drei. 2000 wurde er Gesamtsieger der Coca-Cola-Trophy. 2001 gewann er Rund um Köln und 2003 eine Etappe der Asturien-Rundfahrt.
2005 trat Gian Matteo Fagnini vom aktiven Radsport zurück.